# Минитар
Минита́р — название семейства советских несъёмных фотографических объективов, разработанных в ГОИ специально для малоформатных компактных фотоаппаратов шкального типа. Наибольшую известность марка получила благодаря фотоаппарату «ЛОМО Компакт-Автомат», штатным объективом которого был «Минитар-1».
Объективы «Минитар» выпускались в конце 1980-х — начале 1990-х годов на ЛОМО, БелОМО и на Киевском заводе «Арсенал». Завод «Арсенал» выпускал объектив «МС Минитар-5» 2,8/35 под собственным наименованием «Корса́р-5».
На камерах производства БелОМО: «Эликон-2», «Эликон-3» и «Эликон-535» объективы «Минитар» именовались как «Мина́р».

## Технические особенности
Объективы «Минитар» при своей пятилинзовой конструкции обеспечивают светосилу до f/2,8 и фокусное расстояние около 35 мм. Пришли на смену более простым объективам аналогичного назначения:  трёхлинзовым типа «Триплет Кука» и четырёхлинзовым типа «Тессар» (в СССР «Индустар»). От «Индустаров» отличаются конструкцией второй группы — вместо двояковогнутой линзы применён двухэлементный мениск. «Минитар» являются наиболее совершенными советскими объективами своего класса и соответствуют лучшим образцам мирового уровня тех лет. Обладают высокими разрешением и контрастом, и иногда превосходят аналогичные специализированные широкоугольные объективы. 
Задний фокальный отрезок объектива уменьшен, что уменьшает длину объектива и, соответственно, толщину камеры. Помимо этого уменьшаются размеры и вес объектива, а также общая стоимость камеры.
Фокусировка может производиться перемещением средней группы, что также значительно уменьшает размеры, не препятствует закрыванию объектива сдвижной крышкой при бесфутлярной конструкции фотоаппарата («Эликон», «Эликон-1», «Эликон-2» и «Эликон-535»).
Для объективов фотоаппаратов класса «мыльница» виньетирование является некритичным параметром, и поэтому оно присутствует у всех фотоаппаратов этого класса. Однако, даже при незначительном диафрагмировании виньетирование уменьшается до неприметной величины.

## Модели
| Объектив             |  | Фокусное расстояние | Относительное отверстие | Разрешающая способность (паспортная) в центре / по краю | Фотоаппарат             |
| -------------------- |  | ------------------- | ----------------------- | ------------------------------------------------------- | ----------------------- |
| Минитар-1            |  | 32                  | 2,8                     | 40/20                                                   | «ЛОМО Компакт- Автомат» |
| Минитар-2            |  | 35                  | 2,8                     | 50/28                                                   | «Эликон» «Эликон-1»     |
| Минитар-5 (Корсар-5) |  | 35                  | 2,8                     | 50/20                                                   | «Киев-35»               |
| Минар                |  | 35                  | 4                       | 40/22                                                   | «Эликон-3»              |
| Минар-2              |  | 35                  | 3,8                     | 50/28                                                   | «Эликон-2» «Эликон-535» |